# إرنست هوكينز
إرنست هوكينز (بالإنجليزية: Ernest Hawkins)‏ هو لاعب كرة قدم أمريكية ومدرب رياضي أمريكي، ولد في 1926 في لاميسا في الولايات المتحدة، وتوفي في 28 يناير 2018.